# Сельское поселение «Село Волковское»
Се́льское поселе́ние «Село́ Во́лковское» — муниципальное образование в составе Тарусского района Калужской области России.
Центр — село Волковское.

## Население
| 2010 | 2012 | 2013 | 2014 | 2015 | 2016 | 2017 |
| ---- | ---- | ---- | ---- | ---- | ---- | ---- |
| 733  | ↗784 | ↗823 | ↗871 | ↗881 | ↘879 | ↘855 |
| 2018 | 2019 | 2020 | 2021 |      |      |      |
| ↗872 | ↗876 | ↗933 | ↗965 |      |      |      |

## Состав сельского поселения
| № | Населённый пункт | Тип населённого пункта       | Население |
| - | ---------------- | ---------------------------- | --------- |
| 1 | Волковское       | село, административный центр | ↗552      |
| 2 | Гурьево          | деревня                      | ↘58       |
| 3 | Потетино         | деревня                      | ↗1        |
| 4 | Салтыково        | деревня                      | ↗28       |
| 5 | Хрущево          | деревня                      | ↘49       |
| 6 | Юрятино          | деревня                      | ↘45       |